# Norfolköns flagga
Norfolköns flagga antogs den 21 oktober 1980. På flaggan avbildas en rumsgran (Araucaria heterophylla), som är endemisk för Norfolkön.